# Zaporogiska Sitj
| Zaporogiska Sitj |
| --- |
| - Betydelse – självstyrande område i Östeuropa från 1500- till 1700-talet - Tillhörighet – Polsk-litauiska samväldet fram till 1667, därefter Kejsardömet Ryssland - Centrum – fortet Sitj på ö i nedre Dnepr - Identitet – Zaporizjzjakosackisk; proto-ukrainsk |

Zaporogiska Sitj (ukrainska: Запорiзька Січ, Zaporiska Sitj) var ett område i östra Ukraina bortom Dneprforsarna, dit livegna ukrainare och belarusier flydde undan sina litauiska bojarer och polska furstar. Befolkningen i området – zaporogerna – blev grunden till det som senare kom att betecknas som det ukrainska kosacksläktet.

## Historia

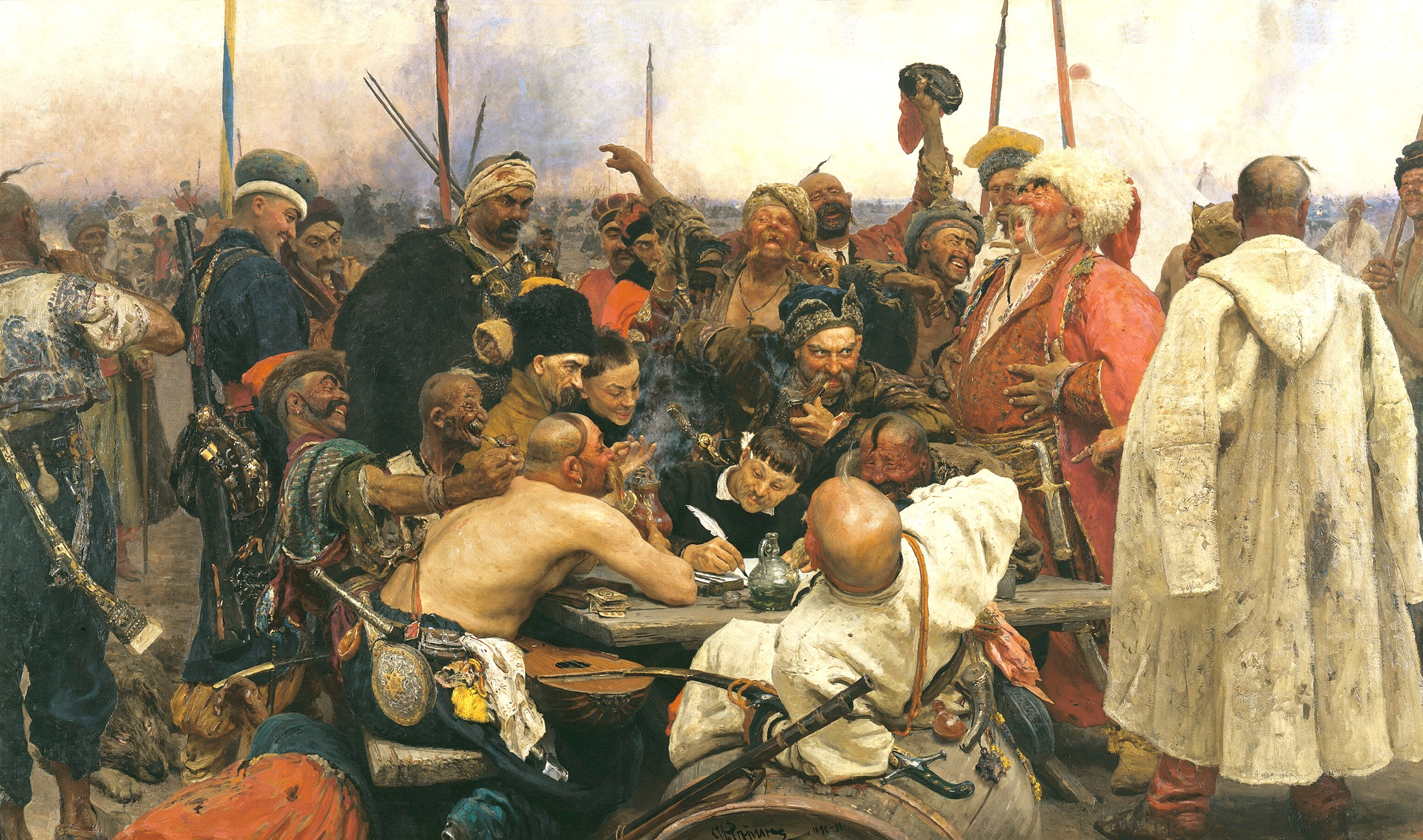
Ilja Repin, De zaporogiska kosackerna skriver brev till den osmanska sultanen (1880, Ryska museet i Sankt Petersburg).

### Medeltiden
Omkring 1304 förekom det uppgifter om fria kosacker i Zaporizjzja-området samt om deras ataman Kritikij. Fram till mitten av 1400-talet var Zaporizjzjakosackerna (zaporogerna) nominellt underställda de litauiska storfurstarna.
Det första Zaporogiska Sitj, det vill säga en fristad och samlingspunkt för de fria kosackerna, blev ön Chortytsia (ukrainska: Хортиця) (mittemot nuvarande Oleksandrija: ukrainska: Олександрія) i Ukraina) och ett område vid mynningen av floden Buzuluk. Redan under 1500-talet innefattade det Kievområdet och Podolien.

### Polsk-litauiska samväldet
När Litauen 1569 överlät de ukrainska områden till den polska kronan började zaporogerna utgöra en del av den polska kungliga kronarmén. Kosackernas första hetman var Ostap Dasjkevytj, vilken bistod Polen stort och till vilken den polske kungen Sigismund I (den äldre) överlämnade Tjerkasy, Kaniv, Perevolotjna och fästningen Tjyhyryn till zaporogerna. Stefan Batory, som ville trygga landets södra delar mot krimtatarerna, skänkte Zaporizjzjakosackerna en arméorganisation och gav deras ataman hetmanklenoder (regalier), överlämnade till dem staden Trachtemyriv och lät dem bosätta sig ända fram till Kiev.

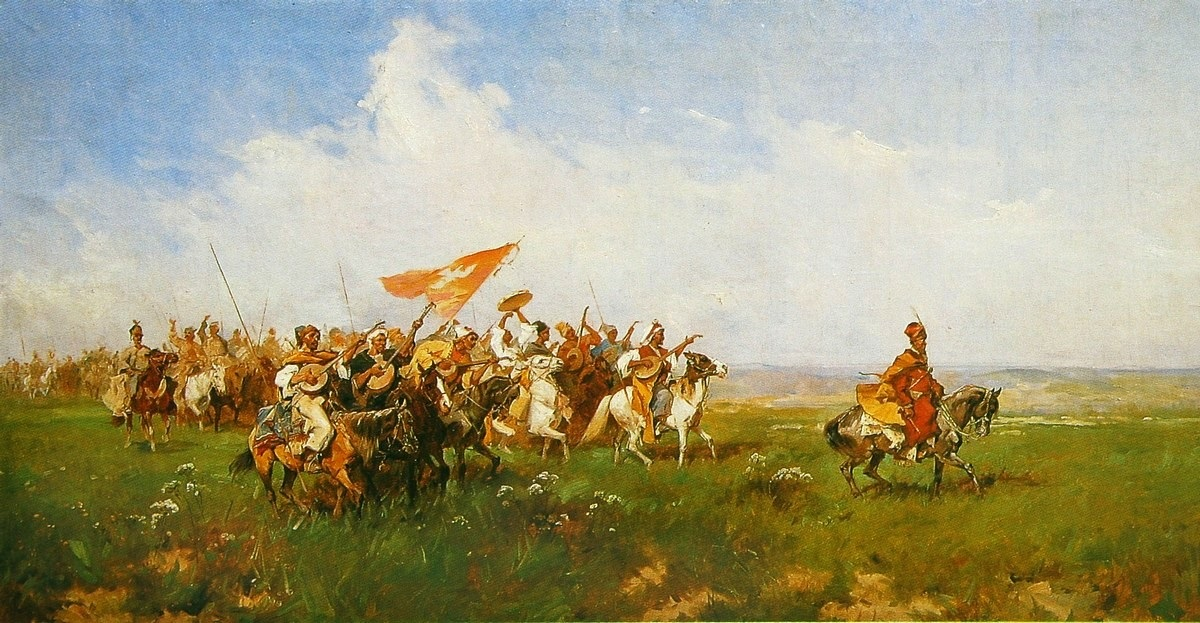
Kosacker i polsk tjänst. Målning av Józef Brandt.

Det polsk-litauiska samväldet hade endast nominell kontroll över detta zaporogernas vidsträckta, fram till mitten av 1300-talet tatariska område. Området, kallat "de vilda slätterna", blev därför en tillflyktsort för främst bönder som flytt undan det hårda feodalförtrycket och livegenskapen i de polsk-litauiska och moskovitiska rikena, men även för all slags illgärningsmän och bannlysta fredlösa av samtliga samhällsklasser. De vilda slätterna blev inom kort en trygg tillflyktsort. Etniskt utgjordes zaporogerna av en blandning av huvudsakligen ukrainare och belarusier men även av polacker och ryssar samt rumäner från Valakiet och Moldavien. Där förekom även inslag av greker, italienare, tyskar och spanjorer, vilka av kosackerna befriats från slaveri på turkiska Svartahavsgalärer. 

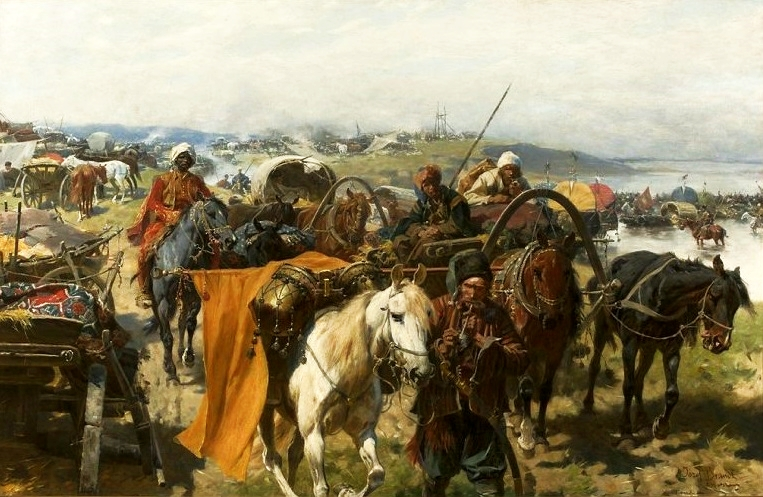
Zaporizjiskt läger. Målning av Józef Brandt.

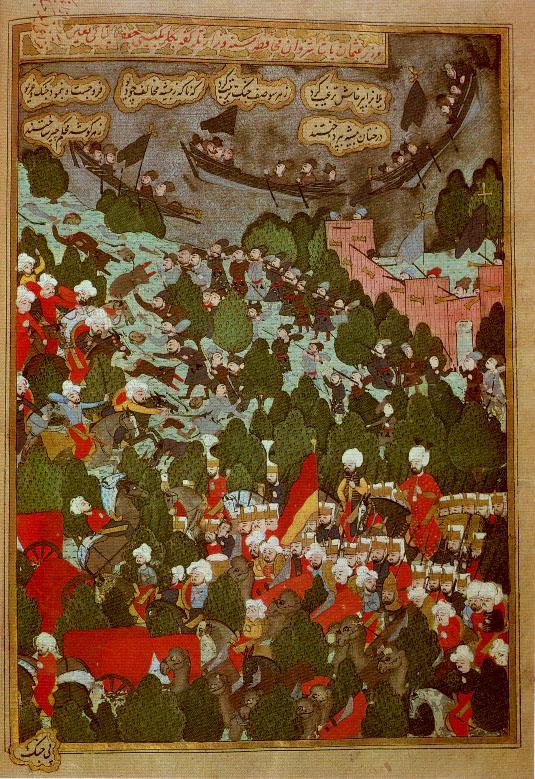
Osmanska trupper i strid med kosacker 1592

Zaporogerna skapade en mycket särpräglad kultur och samhällssystem som byggde på krigsdemokrati (där man genom omröstning tillsatte och avsatte sina anförare) samt fribyteri och konstant tillstånd av stridsberedskap. Detta som försvar mot de ständigt härjande muslimska turk-mongoliska tatarerna från Svartahavskusten.

#### Kosacker
Mycket av tatarernas krigiska livsstil antogs av kosackerna. Själva namnet ”kosack” omnämns för första gången i en ukrainsk krönika från 1395, och kan härledas från tatariskans ”quzzaq” eller "kazakh". Ordet betyder "djärv stridskamrat" eller ”fri man” men används också med betydelsen "rövare" eller "fribytare".
Polen-Litauens kung Kasimir Jagiellonczyk sände redan 1486-90 sin näst äldste son, prins Jan Olbracht, till södra Ukraina. Uppdraget var att organisera ett bättre värn mot tatarernas räder än det otillräckliga polsk-litauiska gränsförsvaret som satts upp 1479. De glest befolkade och vidsträckta södra och östra delarna av dagens Ukraina, som ingick i den litauiska delen av det polsk-litauiska samväldet, hade av litauerna aldrig försetts med murade försvarsanläggningar och var nästan helt oskyddat mot de ständigt återkommande tatarhärjningarna.
För att i tid kunna mobilisera andra tillgängliga försvarsstyrkor satte prins Jan Olbracht upp en stående medborgarkår av lokala kosacker – främst jägare och bönder – vilka kontinuerligt patrullerade den södra gränsen mot härjande tatarer. Kosackerna blev kända som djärva krigare – först som fotsoldater och inte som de sabelsvängande ryttare man associerar till idag. Som de jägare de ursprungligen var, var de därför oftast mycket goda skyttar och var med sina musköter av turkisk modell – med grövre kaliber än de europeiska motsvarigheterna – ofta indelade i stridsskyttelag som till hälften utgjordes av snabba muskötladdare. Kosackerna blev därför mycket lämpade för stationär krigföring som vid försvar eller belägring av borgar samt tross- och härläger. Själva tog kosackerna sig oftast fram på Dnepr i sina "tjajkor" – långa tvåstävade och flatbottnade roddbåtar – med vilka de gjorde utfall mot turkiska skepp från det Osmanska riket på Svarta havet. Upphovet till stridigheterna var de muslimska osmanernas/turkarnas slavhandel med kristna, vilken kosackerna motsatte sig. De årliga sjörädernas ursprungliga syfte var att befria slavar men kom snart att även innefatta inkomstbringande plundring av osmanska svartahavsstäder.
Zaporogerna levde av handel, jakt, fiske, boskapsuppfödning samt av krigsplundring, främst riktad mot tatarerna. Deras huvudsäte blev på 1500-talet fortet Sitj på ön Chortytsia i nedre Dneprs skärgård. Kosackernas vidsträckta land utgjorde en buffertstat mot tatarer och turkar, långt från huvudstaden Warszawa, varför kosackerna länge tilläts ett stort mått av självständighet och autonomi i sin verksamhet då de allt sedan 1486 i första hand utgjorde ett stridbart varningssystem vid tatarhärjningar.
Zaporogerna lydde enbart de ledare – atamaner –  som de själva röstat fram vid sina rådsmöten i huvudsätet Sitj. Kosackernas första hetman / ataman var Ostap Dasjkevytj, vilken gav stöd till Polen och för vilket den polske kungen Sigismund I överlämnade till dem Tjerkasy, Kaniv, Perevolotjna och fästningen Tjyhyryn. Den näste polsk-litauiske kungen, Stefan Batory, som ville trygga landets södra gräns mot krimtatarerna, skänkte zaporogerna en arméorganisation och gav deras ataman hetmanklenoder (regalier). Dessutom överlämnade han till dem staden Trachtemyriv och lät dem bosätta sig ända fram till Kiev.

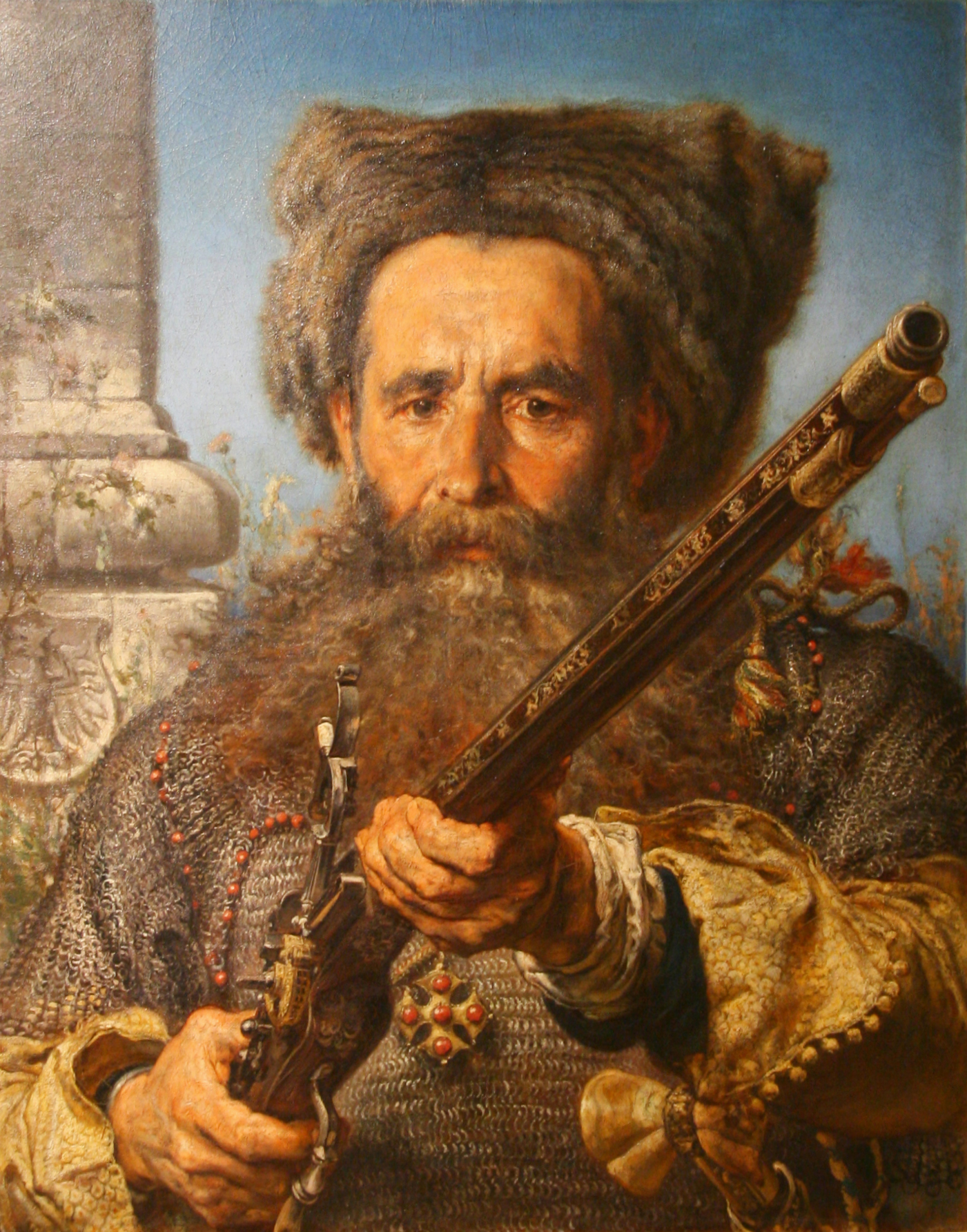
Ostap Dasjkevytj; målning av Jan Matejko.

### Konflikter med Polen
Från 1589 inleddes en period av konflikter mellan det polsk-litauiska samväldet och kosackerna. Detta sammanföll med den svensk-polske kungen Sigismund Vasas regeringstid (1587–1632). Polackerna började trakassera och kuva kosackerna för deras anfall mot tatarerna och turkarna med vilka polackerna vid den tidpunkten hade fredsavtal. Den konservative katolske kungen Sigismund Vasa införde dessutom 1596 en kyrklig union mellan de katolska och ortodoxa kyrkorna, i syfte att göra det ukrainska området katolskt. Detta väckte missnöje bland konservativa ukrainska ortodoxa trosföljare och i synnerhet många fromma kosacker.
Följden av detta blev många militära konflikter och uppror mot främst de förpolskade ukrainska stormannaätterna som ofta fick hjälp av den polsk-litauiska armén. År 1648 utmynnade ett nytt uppror i ett inbördeskrig som blev till ett befrielsekrig mot det polska förtrycket. Hårt pressade av polackerna och litauerna bad kosackerna 1654 sina ortodoxa ryska trosfränder om bistånd mot Polen-Litauen. Resultatet blev en rysk intervention som 1667 delade det ukrainska området i en västlig (polsk) och en östlig (rysk) del.

### Zaporizjzja-kosackernas uppväckta politiska självmedvetenhet
Under 1600-talet bestod de så kallade "registrerade kosackerna", det vill säga kosacker i Polska Kronans sold, av upp till 40 000 man. Därför började kosackerna resa krav på att få delta i Samväldets inre angelägenheter på lika villkor som polackerna och litauerna. För att dämpa kosackernas krav och ofta nyckfulla utfall mot turkiskt territorium utökades ständigt antalet registrerade kosacker i polska kronans sold, i utbyte mot löfte om ett mer ansvarsfullt beteende. På detta sätt hoppades kronan få kontroll över kosackernas härjningar av osmanska provinser som drog in Polen-Litauen i oönskade konflikter med Osmanska riket, den tidens supermakt.
När inte detta gav någon effekt försökte polackerna, oroade av utvecklingen, att stärka sitt grepp om kosacknationen genom lagar och riksdagsbeslut som minskade kosackernas privilegier och rörelsefrihet. Detta påhejades av lokala förpolskade ukrainska stormän som inte ville ha konkurrens om de ukrainska slätterna från kosackerna. Detta förorsakade i sin tur ofta väpnade kosackresningar, som i regel slutade med kompromisser.
Kosackerna blev under 1600-talet en frihetssymbol för de livegna och hårt förtryckta bönderna inom Samväldet. Allt fler bönder rymde från sina feodalherrar för att ansluta sig till kosacknationen, som därmed växte. Med visst fog kan man säga att den kosackiska nationalismen och självständighetssträvandet tog sin början vid denna tid. Efter en rad uppror under 1600-talet ställdes kosackfrågan på sin spets när kosackerna krävde att få bli den tredje nationen i det Polsk-Litauiska samväldet, i paritet med polackerna och litauerna.
Samväldet, som också kallades för ”De båda nationernas republik”, skulle alltså förvandlas till ”De tre nationernas republik”, med kosackerna upphöjda till samma ställning som den polska och litauiska adeln. Detta accepterade inte majoriteten av samväldets adel, som hade ekonomisk vinning i att försöka göra kosackerna till livegna bönder. Detta orsakade det mest omfattande kosackupproret (1648-1654) under Bohdan Chmelnytskyj.
Upproret blev mycket blodigt och kostsamt för samväldet. När polackerna var nära att kuva rebellerna ställde sig kosackerna under sina grekisk-ortodoxa trosfränder ryssarnas beskydd i fördraget i Perejaslav 1654. Därmed utvecklades kosackupproret till ett omfattande krig med Ryssland. I detta läge förklarade Sverige påpassligt krig mot Polen-Litauen (1655), och en konflikt som överträffade trettioåriga kriget i förluster, plundring och förstörelse var ett faktum.
År 1660 jagade polackerna ut svenskarna, men fortsatte kriget mot ryssarna. År 1667 slöts det fred med ryssarna i Andrusjiv, men polackerna tvingades avstå landets östra delarna till ryssarna. Därmed började Rysslands ställning som stormakt ta form, liksom det polsk-litauiska samväldets väg mot delningar och den slutliga undergången 1795 (se Polens delningar).

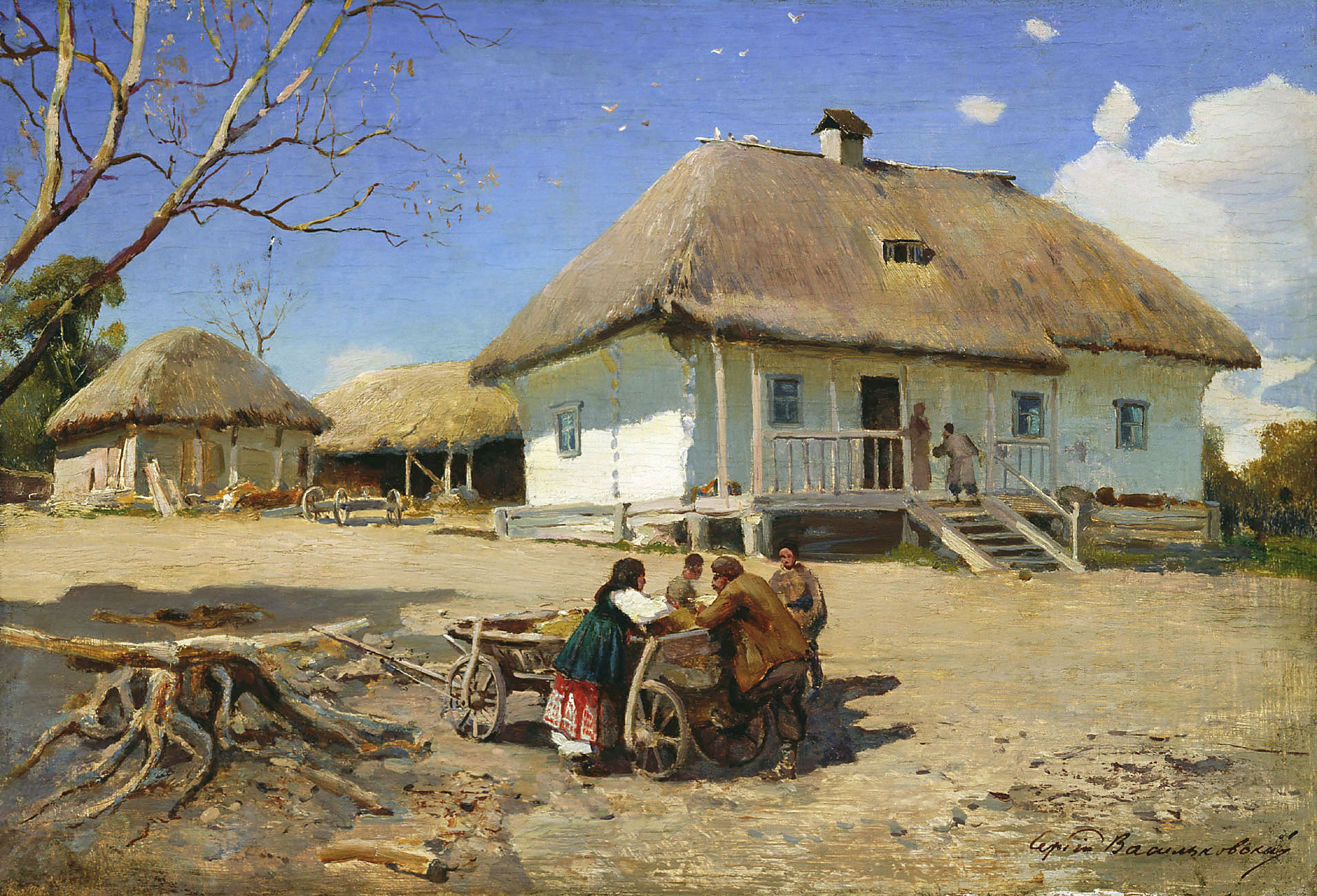
Typisk ukrainsk bondstuga, tjata. Målning av Sergij Vasylkivskij.

Zaporogerna upptäckte dock snart att de ryska ”befriarnas” krav var betydligt tyngre att bära än polackernas. Till skillnad från polackerna tolererade ryssarna ingen som helst autonomi för kosacknationen utan krävde total underkastelse. Kosacknationen splittrades i självständighetsfrågan och inbördesstrider uppstod. En del kosacker återgick till att tjäna den polska kronan mot ryssarna. Delar av kosacknationen gick till och med så långt att de lierade sig med sina arvfiender Osmanska riket och tatarerna mot ryssar och polacker. I slutänden, på 1680-talet, fördrev polacker och ryssar osmanerna och pacificerade kosackerna mycket hårt.
Under Stora nordiska kriget 1700-1721 lierade sig zaporogerna med Karl XII som tågade mot Ryssland genom Lillryssland. Hetmanen Ivan Mazepas försök till självständighet med svensk hjälp krossades i slaget vid Poltava 1709. Mazepas försök till självständighet räknas bland dagens ukrainska nationalister som Ukrainas ursprung.
Zaporogernas huvudsäte Sitj förstördes av ryssarna men byggdes upp på nytt 1734. Ryssland tolererade dock inte kosackernas frihetsbehov och autonomikrav.

### Krossandet av zaporogernas självständighet
I slutet av 1700-talet absorberades zaporogernas marker av Nya Ryssland. Detta bestod av territorier vid Svartahavskusten som Ryssland delvis återtagit mellan 1600- och 1700-talen från tatarerna och de turkiska osmanerna. 

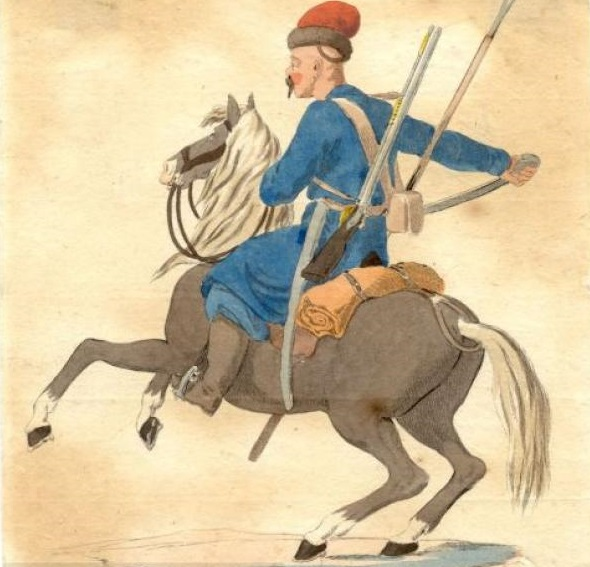
Svartahavskosackerna var kubankosackernas föregångare.

Den ryska kejsarinnan Katarina II lade år 1775 zaporogernas bas Sitj i ruiner och krossade fullständigt zaporogernas självständighet. I juni 1775 omringades Zaporogiska Sitj av Katarina den II:s ryska styrkor. Kosacklägret jämnades med marken och kosackerna dödades eller fördes bort i fångenskap. Kosackernas ledare, kosjovyj (härläger-chef) Petro Kalnysjevskyj, internerades i ett kloster på Solovetskijöarna i Vita havet där han kom att tillbringa 25 år i fångenskap, fram till sin död 1803. Den jord kosackerna hade ägt delades ut till ryska adelsmän eller till utländska nybyggare av främst tysk börd men också av serbiskt, bulgarisk och ungerskt ursprung.
En grupp på 5 000 zaporoger flydde till den osmanska gränsen, som då var belägen vid det nuvarande Moldavien. De stannade i staden Bilhorod (dåvarande Akerman) ovanför Dnestrs delta, och sände därifrån en diplomatisk mission till den osmanske sultanen med en anhållan om att få bli osmanska undersåtar; detta beviljades. Sultanen lät dem bygga det Nya Sitj på ett antal öar i Donaudeltat.
Nya Sitj växte  och på ett år hade kosackhären ökat från 5 000 man till 7 000, tack vare flyktingströmmarna från Katarina den II:s Ryssland och från de polskstyrda delarna av de etniskt ukrainska områdena på floden Dneprs västra strand. De olika ryska rikena ogillade utvecklingen och försökte stävja denna genom att utlysa amnesti för flyktingarna och utöva diplomatiska påtryckningar på Osmanska riket. Man lät också styrkor av ryska Donkosacker anfalla Nya Sitj.
En annan grupp zaporoger tvångsförflyttades till Kuban i västra Kaukasus, där kubankosackerna sedermera uppstod. Den ukrainska kosackeliten upptogs samtidigt i den ryska aristokratin. Till en början behöll dock Kubankosackerna sina gamla militära traditioner, anammade alltsedan 1500-talet som värvade trupper i polsk tjänst. Kubankosackerna ansåg sig vara de "äkta" kosackerna och att en Kubankosack var värd lika mycket som tre Donkosacker. I trots mot ryssarna behöll man ofta sina polska namn.
Efter hand minskade hätskheten. I mitten av 1800-talet skapar de olika kosackgrupperna en gemensam kosackgemenskap, inklusive ditkommenderade mindre enheter från Donkosackerna. Kubankosackerna fungerade som ett väpnat gränsskydd i Kaukasus och kom att spela en roll i den ryska expansionen mot Kaukasus under 1800-talet.